# Günter Boeser
Günter Boeser (* 26. Februar 1933) ist ein deutscher Sportschütze.
Er hat sich als Mitglied des Schützenvereins 1927 Nußloch e. V. zu einem weltweit bekannten Schützen besonderer, nichtolympischer Schießarten entwickelt, der durch seine Vielseitigkeit sowohl in den unterschiedlichsten Schießarten als auch durch den Gebrauch besonderer Waffen Aufsehen erregte. Er schoss in Wettkämpfen sowohl mit Gewehren unterschiedlichster Art (z. B. Vorderladern, Steinschlossgewehren, Schwarzpulvergewehren, Gewehren mit Luntenschloss) als auch mit Pistolen und das auch in den unterschiedlichsten Schusspositionen (stehend, kniend) sowie in verschiedenen Schießdisziplinen (Skeet, Trap, Scheibe).
Boeser ist von Beruf Metzgermeister und lebt in Bruchsal.

## Erfolge
Im Jahr 1995 wurde er zunächst Landesmeister im Luntenschlossschießen. Danach gelang ihm zum ersten Mal, einen Weltmeistertitel, und zwar den im Schwarzpulverschießen, zu erringen. Dabei stellte er gleichzeitig einen neuen Weltrekord auf. Ein weiterer Weltrekord gelang ihm 1996, ebenfalls im Schießen mit dem Schwarzpulvergewehr, bei dem er den Rekord um vier Ringe verbesserte. Auch im Jahr 1998 wurde er Weltmeister im Schwarzpulverschießen. Zusätzlich gewann er auch noch eine Goldmedaille über 50 m mit dem Luntenschlossgewehr und stellte außerdem mit 97 von 100 Ringen einen Weltrekord auf. Eine weitere Goldmedaille errang er im 100-m-Mannschaftsschießen mit dem Dienstgewehr. 2 Silbermedaillen, (25 m Steinschlosspistole, 100 m Steinschlossgewehr) ergänzten seine Erfolgsserie.
Für seine Schießsporterfolge erhielt er am 23. Februar 2000 das Silberne Lorbeerblatt.